# オモリ (釣具)
オモリとは、ライン（釣り糸）に付けて、仕掛けを目的の水深や場所に投入するための道具。ウキ釣りでは、ウキがうまく立つように浮力を調整したり、投げ釣りでは仕掛けを遠くに飛ばすために使用される。ハリス（鉤素）にオモリを使うことはあまりない。フライフィッシングでは、オモリではなくシンカーを使うが、ガン玉や割ビシなどで、代用することが出来る。

## 材質
一般的には、安価で比重の大きな鉛が使われる。遠投を目的とする場合は、鉛よりさらに比重の大きいタングステン製のオモリが使われることがある。ただし、タングステンのオモリは鉛製のオモリに比べると高価なため、あまり使用されない。鉛は害があるため人体への影響や水質の悪化などが懸念されている。このため、最近では、害の少ない亜鉛製や鉄製のエコオモリなど、鉛以外の金属で作るようにしているメーカーも増えてきている。また、鉛より軽い金属で出来たオモリでも、形を工夫すれば鉛以上の効果を発揮できる。

## 種類
オモリには、多様な形状・種類がある。

### 仕掛けへの装着方法による分類
ラインをはさみこみ固定するタイプ
割ビシ、ガン玉、アユ玉、スプリットショットなど
細ラインの場合は、はさむタイプのオモリにティッシュペーパーをはさみ、ラインに傷がつかないようにすることがある。
ラインを中に通し、オモリが遊動するタイプ
中通しオモリ、バレットシンカーなど
中通しオモリなどはゴム管でショックを吸収させることがある。
天秤や捨て糸などの先に取り付けるタイプ
ナス型オモリ、小田原型オモリなど
その他
板オモリ（固定、遊動いずれにも使える）
ジグヘッド（フックとシンカーが一体となったもの）
ブラクリ、ブラー(主にアイナメ釣りに用いられる、鉤とオモリが一体となったもので、特に後者は沈んでいく際に特徴的な動きをして魚を誘う)
海草天秤、ジェット天秤、デルナー天秤など（天秤とオモリが一体となったもの）

### 釣りの種類による分類
汎用
割ビシ、ガン玉、板オモリなど
ヘラブナ釣り
板オモリ
アユの友釣り
アユ玉
投げ釣り
海草天秤、ジェット天秤、デルナー天秤、中通しオモリ、小田原型オモリ、ナス型オモリなど
サビキ釣り、ワカサギ釣りなど
ナス型オモリ、太鼓型オモリなど
ルアーフィッシング
スプリットショット、バレットシンカー、ジグヘッドなど

### 詳細
| 号数  | 重さ  |
| ----- | ----- |
| 極小  | 0.2g  |
| 小小  | 0.22g |
| 小    | 0.4g  |
| 中    | 0.75g |
| 大    | 0.9g  |
| 大大  | 1.35g |
| 特大  | 2.1g  |
| 0.8号 | 2.4g  |
| 1号   | 3g    |
| 1.5号 | 4.5g  |
| 2号   | 6g    |
| 2.5号 | 7.5g  |
| 3号   | 9g    |

| 号数 | 重さ  |
| ---- | ----- |
| 8号  | 0.07g |
| 7号  | 0.09g |
| 6号  | 0.12g |
| 5号  | 0.16g |
| 4号  | 0.2g  |
| 3号  | 0.25g |
| 2号  | 0.31g |
| 1号  | 0.4g  |
| B号  | 0.55g |
| 2B号 | 0.75g |
| 3B号 | 0.95g |
| 4B号 | 1.2g  |
| 5B号 | 1.85g |
| 6B号 | 2.65g |

割ビシ
割ビシとは楕円形のような形をしており、ラインにはさむタイプのオモリである。基本的には、ガン玉より重くて大きい。使われることの多いオモリである。（重さと号数については右の表を参照）
ガン玉
一般的なオモリ。ガン玉の形は球で、ラインにはさむタイプのオモリである。ガン玉は軽く、サイズか細かく分かれている為、微調整が可能なオモリである。ウキ釣り (float fishing) やミャク釣りなどで多用されている。また、ゴム張りタイプのガン玉もある。（重さと号数については右の表を参照）
アユ玉
アユ玉はアユの友釣りや、本流での大物釣りにも使用されている。形はガン玉に似ているが、アユ玉のほうが大きい。アユ玉は号数が小さくなるほど重くなる。
板オモリ
浮力調整が簡単な板オモリ。とくにウキ釣りの仕掛けには必要。板オモリは、重さではなく厚さで分けられている。板オモリは、0.25mmが一般的だが、微妙な調整が可能な薄型もある。

## 重量
基本的に、尺貫法の1匁に相当する3.75gを1号として、号数に比例して重くなる。（割ビシ、ガン玉、アユ玉などは例外）
※右の表は目安であり、メーカーによって、多少の誤差が出ることがある。